# 崔仁勲
崔 仁勲（チェ・インフン、1936年4月13日 - 2018年7月23日）は、韓国の小説家。咸鏡北道会寧郡出身。本貫は全州崔氏。

## 略歴
1936年4月13日、日本統治下の咸鏡北道会寧郡（現在の朝鮮民主主義人民共和国咸鏡北道会寧市）に生まれる。高校在学中に朝鮮戦争が起き、1950年家族と一緒に慶尚南道に移動した。1959年、『自由文学』に短編『GREY구락부전말기(GREY倶楽部顚末記)』、『라울전(ラウル伝)』が当選して文壇デビューした。翌年、発表した『광장(広場)』と『가면고(仮面考)』で注目を浴びた。小説『가면고(仮面考)』は現代人の悲劇とその苦しみを克服して救援できる「愛」の可能性を描いている。そして『광장(広場)』は、南北を拒否し、どこからも生きる方向を見出せない主人公を通してイデオロギーの選択問題を正面からアプローチすることで大きな反響を呼んだ。
1960年代には『구운몽(九雲夢)』、『크리스마스캐럴(クリスマスキャロル)』、『총독의 소리(総督の音)』などの連作を発表し、社会的なテーマを知的に追究する作家として注目された。1969年から1970年半ばまで発表した連作『소설가 구보씨의 일일(小説家丘甫氏の一日)』は、主人公である小説家の視野に入る生活の破片を自分の理性と情緒で分析し、総合した作品である。また戯曲にも興味を持ち、『봄이 오면 산에 들에(春になると山と野原に)』、『달아 달아 밝은 달아(月よ月よ明るい月よ)』など多くの作品を発表した。崔の戯曲は説話や伝説のストーリーを現代的に変形して、自己発見という新しい意味と価値を見つけるところが特徴である。1980年代には創作より芸術論や生活の断層などを主に発表した。

## 年譜
- 1936年4月13日、咸鏡北道会寧郡に生まれる。[1]
- 1966年、第11回東仁文学賞受賞。
- 1977年、韓国演劇映画芸術賞戯曲賞。

　　文化勲章大統領賞、韓国日報戯曲賞、ソウル市文学賞。
- 1994年、第6回怡山文学賞受賞。
- 2011年、第1回朴景利文学賞受賞。

## 代表作品
- 1959年、GREY구락부전말기(GREY倶楽部顚末記)、라울전(ラウル伝)[4][5]
- 1960年、광장(広場)、가면고(仮面考)
- 1962年、구운몽(九雲夢) 、열하일기(熱河日記)
- 1964年、회색인(灰色人)
- 1966年、서유기(西遊記) 、크리스마스캐럴(クリスマスキャロル)
- 1969年、주석의 소리(首席の音)
- 1972年、소설가 구보씨의 일일(小説家丘甫氏の一日)
- 1973年、태풍(台風)
- 1976年、총독의 소리(総督の音)
- 1979年、최인훈 전집(崔仁勲全集)
- 1994年、화두(話頭)